# 古志長尾家
古志長尾家（羅馬字：Koshinagaoke）是於室町時代在越後國割據的豪族，守護代長尾氏的分家。

## 概要
由跟隨上杉氏進入越後的長尾景恒的兒子‧豐前守景晴領有刈羽郡和古志郡開始。當初的據點設置在藏王堂城，後來移往栖吉城並稱為栖吉長尾家。
在越後守護上杉房定時期，當主長尾孝景對守護非常順從，跟隨房定前往國外出陣並立下戰功。直到上杉房能時期，投向長尾為景並一同擁立新守護上杉定實，後來逼使房能自殺（永正之亂）。在這段時期，把女兒嫁給府内長尾為景，雙方建立起同盟關係。
後來，在晴景和上杉謙信交替時亦以長尾上杉家一門頭領的身份活躍著，但是在御館之亂中被景勝方擊敗。所領被讓渡給河田長親，後來勢力被分割，最後古志家滅亡。